# Grunerit

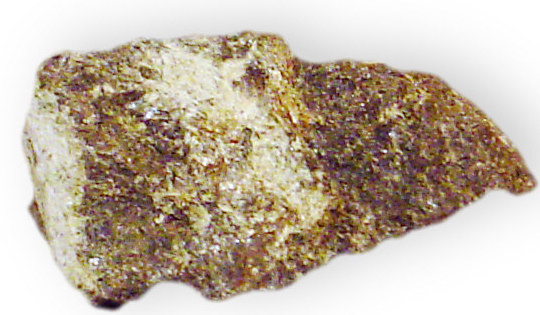
Grunerit

Grunerit (franceză Grunérite) este un hidroxid de Fe (Fe7Si8O22(OH)2) ce face parte din clasa amfibolilor, cristalizează monoclinic-prismatic, apare diseminat de granulometrie fină spre mijlocie, sau în aglomerări milimetrice dispuse paralel la planurile de foliație, cel mai adesea de culoare verde - brotac, spre bej-pal, rar albicios. Este răspândit, cu precădere în rocile metamorfice bogate în sulfuri, fiind asociat venelor de Cuarț-Feldspat-Actinot-Mice. Poate aparea în umerii venelor milimetrice de Turmalina neagră  sau brună din Wacke cu Biotit, cum este cazul zăcămintelor de aur, recent descoperite în nordul provinciei canadiene, Quebec (Baie James).
- http://www.goldcorp.com/operations/eleonore/geology/